# Lost in Paradise (film)
Lost in Paradise è un film vietnamita di genere drammatico del 2011 diretto da Vu Ngọc Djang. Il suo titolo originale completo è Rebellious Hot Boy and the Story of Cười, the Prostitute and the Duck (Hot boy nổi loạn và câu chuyện về thằng Cười, cô gái điếm và con vịt), ridotto a Rebellious Hot Boy (Hot boy nổi loạn) o semplicemente Hot Boy.
La pellicola è ambientata ad Ho Chi Minh City e racconta due storie parallele ma separate tra loro: la prima vicenda è quella riguardante un triangolo amoroso tra giovani uomini, Khôi, Lam e Đông, in mezzo ad un contesto di prostituzione maschile; la seconda invece narra di un uomo di mezza età debole di mente, Cười, della sua amicizia con Hạnh (una prostituta di strada sfruttata) e dei suoi tentativi d allevare un anatroccolo.
Grande successo commerciale e di critica in patria, è stato proiettato in diversi festival internazionali (tra cui il Festival internazionale del cinema di Berlino), ove ha ottenuto recensioni più contrastanti: in particolare è stato fatto notare come la sua rappresentazione dell'omosessualità e del battuage rappresenta un'inversione di rotta rivoluzionaria nel contesto del cinema vietnamita.
Presentato in anteprima mondiale al Toronto International Film Festival, con ulteriori proiezioni al "Vancouver International Film Festival (VIFF)" in Canada e al "Busan International Film Festival" in Corea del Sud; il film ha anche aperto l'"Hong Kong Lesbian and Gay Film Festival" dov'è stato descritto come il "primo film gay del Vietnam".; ha vinto il "Technicolor Award" thailandese. e partecipato ai più importanti festival del cinema vietnamiti.

## Trama
Il giovane Khoi è appena giunto nella capitale proveniente da Nha Trang, dopo essere stato ripudiato dalla famiglia a causa della propria omosessualità; estremamente ingenuo, viene avvicinato dall'astuto Đông il quale gli fa credere di volergli affittare ad un prezzo stracciato l'appartamento in cui vive assieme ad un amico, Lam, che è invece in realtà il suo amante.
Mentre il ragazzo si sta facendo la doccia i due lo derubano di tutto, compresi i documenti e la borsa con la biancheria, lasciando così Khoi letteralmente nudo e senza un soldo; subito dopo Đông, col denaro di cui s'è appropriato, abbandona anche Lam lasciandolo solo con la valigia dei vestiti e i due gatti persiani. Khoi, per poter sopravvivere nella grande città, si trova costretto a lavorare come manovale clandestino e a dormire in mezzo ai cartoni assieme ai barboni: Lam invece si dà alla prostituzione di strada.
Più tardi a Lam capita d'incrociarsi proprio con Khoi che sta dormendo all'aperto, vedendolo ferito e con un piede ingessato a causa delle fatiche viene preso da una gran pena nei suoi confronti e gli riporta di nascosto la valigia con i suoi vestiti che aveva conservato e nel portafoglio gli fa ritrovare i documenti aggiungendovi di suo i soldi che aveva guadagnato quella notte. Svegliatosi Khoi lo affronta con la forza della disperazione accusandolo d'esser un ladro e un truffatore: Lam, baciandolo a forza, riesce a calmarlo e alla fine lo convince a venir ad abitare a casa sua.
Khoi viene così assistito, curato e lavato con cura da Lam; si trovano presto a letto assieme e diventano amanti. Dopo che un ragazzo prostituto amico di Lam è stato aggredito e ferito gravemente nel vialetto in mezzo ai campi dove si consumano i rapporti a pagamento questi, per aiutar lui e la famiglia poverissima, riprende ad esercitare la professione di "marchetta" nello stradone dedicato al battuage omosessuale. Khoi intanto, che ha trovato un impiego onesto come commesso di libreria, mal sopporta la vita notturna di Lam, di cui oramai si trova ad esser apertamente innamorato.
Đông, sapendo d'esser stato il primo amante di Lam, prova a ritornare cercando ancora una volta di approfittarne, ma ora Lam grazie all'amore sincero di Khoi è molto più forte di prima e scaccia l'uomo dopo averlo pugnalato ad un piede. Khoi a questo punto chiede con insistenza al suo ragazzo di smetterla una buona volta di vendersi, ma invano. Di fronte all'ennesimo rifiuto, una sera si presenta anch'egli nello "stradone dei marchettari"; subito un giovane ricco ed effeminato arriva in motorino e chiede di "comprarlo": Lam per provocazione invita il fidanzato ad accettare - il ragazzo gli ha fatto davvero un buon prezzo - e Khoi sorprendentemente accetta e parte con lui. Lam, pentitosi amaramente, si mette a rincorrerlo supplicandolo di tornare indietro, ma senza esito.
Il giovane attende insonne il ritorno a casa del ragazzo che ama e quando ciò avviene i due hanno un confronto decisivo: Khoi gli ha fatto capire quanto lui stesso ha sempre sofferto per l'ostinazione di Lam nel voler continuare a prostituirsi invece di trovarsi un alto tipo di lavoro. Dopo un bacio d'addio Khoi prende la propria roba e se ne va; non possono più stare insieme non essendovi fedeltà reciproca.
Un Lam sempre più disperato ed autodistruttivo comincia a derubare i propri clienti minacciandoli con un coltello, fino a quando una banda i teppisti assoldata da una delle sue tante vittime non lo prende a bastonate lasciandolo esanime, nudo e ricoperto di ferite, sullo sterrato di campagna: poco dopo lo "stradone dei marchettari" viene chiuso per far sorgere al suo posto un nuovo centro commerciale. Khoi, tornato nella sua città natale molto più coraggioso e sicuro di sé di quando era partito, riprende gli studi interrotti e porta a termine con profitto l'università.

### La storia del "vecchio pazzo"
La seconda linea di narrazione parla di un uomo di mezza età mentalmente handicappato e abbandonato a se stesso che vive in un vecchio barcone abbandonato in riva al mare; per vivere raccoglie la plastica ed il ferro tra i rifiuti della discarica per poi rivenderli. La sera invece va ad accucciarsi accanto alle prostitute che attendono i clienti lungo il marciapiede.
Una di esse, Hạnh, finisce col far amicizia col "vecchio pazzo" il quale ha iniziato a covare un uovo con l'intento di vederlo dischiudersi; con la sorpresa di tutti l'uovo finisce effettivamente col far uscire un pulcino, a cui Cười immediatamente s'affeziona, accudendolo e facendogli da madre. Quando è un po' cresciuto l'anatroccolo mostra però d'aver curiosità nei confronti dei propri simili e, tra le lacrime di Cười, lascia il barcone in riva al mare per seguire una papera che sta portando a spasso i suoi pulcini.
Rassegnato il "vecchio pazzo" riprende la sua vita di sempre fino a quando, al culmine della gioia, non vede  l'anatroccolo ritornare da lui di corsa. Un giorno che la prostituta è andata a trovarlo la vecchia magnaccia della donna accompagnata da un ruffiano si presenta a bordo d'una moto e comincia a maltrattare pesantemente Hạnh la quale infine, per difendere l'anatroccolo divenuto ora una grande anatra, non colpisce a colpi di bastone i due protettori. Gettati i corpi in mare la donna viene arrestata e condannata a 15 anni di prigione: Cười continuerà regolarmente a farle visita per tutto il tempo della detenzione.